# Председнички избори у САД 2020.
Председнички избори у Сједињеним Државама 2020. били су 59. четворогодишњи председнички избори одржани у уторак, 3. новембра 2020. Демократска номинација бившег потпредседника Џоа Бајдена и млађе америчке сенаторке из Калифорније Камале Харис победила је тадашњег републиканског председника Доналда Трампа и потпредседника Мајка Пенса. Избори су одржани у позадини глобалне пандемије КОВИД-19 и повезане рецесије . На изборима је забележен највећи одзив бирача у процентима од 1900. године, при чему је свака од две главне листе добила више од 74 милиона гласова, што је премашило рекорд Барака Обаме од 69,5 милиона гласова из 2008. године. Бајден је добио више од 81 милион гласова, највише гласова икада датих за неког кандидата на председничким изборима у САД.
У конкурентским предизборима на којима је било највише кандидата за било коју политичку странку у модерној ери америчке политике, Бајден је обезбедио демократску председничку номинацију у односу на свог највећег ривала, сенатора Бернија Сандерса. Бајденов потпредседник, Харис, постала је први Афроамериканац, први азијски Американац и трећа жена потпредседнички кандидат на листи главне странке. Трамп је обезбедио поновну номинацију, добивши укупно 2.549 делегата, што је један од највише у историји председничких примарних избора, за једног делегата другог места Била Велда на републиканским предизборима. Џо Џоргенсен је обезбедила Либертаријанску председничку номинацију са Спајком Коеном као њеним потпредседником, а Хауи Хокинс је обезбедио председничку номинацију Зелених са Анђелом Никол Вокер као његовом кандидатом.
Централна питања избора укључивала су јавно здравље и економске утицаје текуће пандемије КОВИД-19; грађански немири као реакција на полицијско убиство Џорџа Флојда и других; Врховни суд након смрти Рут Бејдер Гинсбург и потврде Ејми Кони Барет; и будућност Закона о приступачној нези  Због пандемије која је у току, рекордан број гласачких листића је дат превремено и поштом. Много више регистрованих демократа гласало је путем поште него регистрованих републиканаца. Као резултат великог броја гласачких листића послатих поштом, у неким колебљивим државама дошло је до кашњења у пребројавању гласова и извештавању; ово је довело до тога да су главне новинске куће одложиле своју пројекцију Бајдена и Хариса као новоизабраног председника и потпредседника до јутра 7. новембра, три и по дана након избора. Главне медијске мреже пројектују државу за кандидата када постоји високо статистичко поверење да је мало вероватно да ће изванредни глас спречити пројектованог победника да на крају освоји ту државу.
Бајден је на крају добио већину у Изборном колегијуму са 306 електорских гласова, док је Трамп добио 232. Кључ за Бајденову победу биле су његове победе у демократским државама појаса хрђе Мичиген, Пенсилванија и Висконсин, које је Трамп донео 2016. и чијих је комбинованих 46 електорских гласова било довољно да се избори помери за оба кандидата. Бајден је такође постао први демократа који је победио на председничким изборима у Џорџији од 1992. године, у Аризони од 1996. и у 2. конгресном округу Небраске од 2008. године.
Пре, за време и после дана избора, Трамп и бројни други републиканци су учествовали у агресивном и без преседана покушају да сруше изборе и пониште резултате, лажно тврдећи широко распрострањена превара бирача и покушај да се утиче на процес пребројавања гласова у државама које се мењају, у ономе што су многи описали као покушај државног удара. Државни тужилац Вилијам Бар и званичници у свакој од 50 држава нису пронашли доказе о распрострањеној превари или неправилностима на изборима. Федералне агенције које надгледају изборну безбедност саопштиле су да је то најбезбеднији у америчкој историји. Трампова кампања и њени савезници, укључујући републиканске чланове Конгреса, наставили су да се ангажују у бројним покушајима да пониште резултате избора подношењем бројних тужби у неколико држава (од којих је већина повучена или одбачена), ширење теорија завере које се односе на превару, вршење притиска на републиканске изборне званичнике (укључујући, пре свега, државног секретара Џорџије Бреда Рафенспергера, у телефонском позиву који је касније постао широко објављен ) и законодавце да промене резултате, вршећи притисак на Министарство правде да прогласи изборе „корумпираним“ и интервенише, приговарајући сертификацији Изборног колеџа у Конгресу, и одбијајући да сарађује са председничком транзицијом Џоа Бајдена. Уз обећање Трампа да никада неће попустити на изборима и након што је охрабривао своје следбенике да се „паклено боре“, гомила Трампових присталица напала је Капитол Сједињених Држава 6. јануара 2021. године, током заједничке седнице Конгреса одржане ради потврђивања Изборног колеџа. Трамп је 7. јануара признао нову администрацију не помињући Бајденово име. Бајден и Харис су инаугурисани 20. јануара 2021. Трамп је оптужен 1. августа 2023. по четири тачке у вези са завером да се пониште резултати.

## Позадина

### Процедура
Члан 2 Устава Сједињених Држава каже да особа може да служи као председник, мора да буде рођени држављанин Сједињених Држава, да има најмање 35 година и да има пребивалиште у Сједињеним Државама најмање 14 година. Кандидати за председника обично траже номинацију једне од различитих политичких партија у Сједињеним Државама. Свака странка развија метод (као што су примарни избори) да изабере кандидата за којег странка сматра да је најпогоднији да се кандидује за ту позицију. Примарни избори су обично индиректни избори на којима бирачи гласају за листу партијских делегата који су обећали одређеном кандидату. Делегати странке тада званично предлажу кандидата који ће се кандидовати у име странке. Кандидат за председника обично бира кандидата за потпредседника за формирање листе те странке, коју потом ратификују делегати на конвенцији странке (осим Либертаријанске странке, која именује свог потпредседника гласањем делегата без обзира на преференције председничког кандидата). Општи избори у новембру су такође посредни избори, на којима бирачи гласају за листу чланова Изборног колегијума; ови електори затим директно бирају председника и потпредседника.  Ако ниједан кандидат не добије минималних 270 електорских гласова потребних за победу на изборима, Представнички дом Сједињених Држава ће изабрати председника између три кандидата који су добили највише електорских гласова, а Сенат Сједињених Држава ће изабрати потпредседника између кандидата који су добили два највећа зброја. Председнички избори одржани су истовремено са изборима за Представнички дом, Сенат и разним државним и локалним изборима.
Законодавна скупштина Мејна усвојила је у августу 2019. године закон којим је усвојено гласање по рангираном избору (РЦВ) и за председничке предизборе и за опште изборе. Гувернерка Џенет Милс дозволила је да закон постане закон без њеног потписа, што је одложило његово ступање на снагу све до демократских предизбора 2020. у марту и учинило Мејн првом државом која је користила РЦВ за председничке опште изборе. Републиканска партија Мејна поднела је потписе за референдум о вету како би се спречила употреба РЦВ-а за изборе 2020. године, али је државни секретар Метју Данлап открио да нема довољно валидних потписа да би се квалификовали за гласање. Жалба у Вишем суду Мејна била је успешна за Републиканску странку Мејна, али је Врховни судски суд Мејна одложио одлуку до жалбе 8. септембра 2020. Ипак, гласачки листићи су почели да се штампају касније тог дана без референдума о вету и укључујући РЦВ за председничке изборе, и Суд је 22. септембра пресудио у корист државног секретара, дозвољавајући коришћење РЦВ. Хитна жалба Врховном суду одбијена је 6. октобра Закон наставља са коришћењем методе конгресног округа за расподелу бирача у Мејну (Небраска је једина друга држава која распоређује своје изборне гласове на овај начин). Док вишеструки кругови пребројавања гласова нису били потребни због тога што је један кандидат добио већину гласова првог избора широм државе и у сваком округу, употреба РЦВ компликује тумачење националног народног гласања јер је већа вероватноћа да ће бирачи гласати за треће стране или независних кандидата.
Дана 14. децембра 2020, обећани бирачи за сваког кандидата, познати под заједничким именом Изборни колеџ Сједињених Држава, окупили су се у главним градовима својих држава да дају своје званичне гласове. У складу са процесима утврђеним Законом о пребројавању избора из 1887. године, потврде о констатацији у којима су наведена имена бирача и одвојене потврде у којима су забележени њихови гласови се дистрибуирају различитим званичницима у свим гранама власти. Новоизабрани Конгрес, са потпредседником у улози председника Сената који председава, састао се на заједничкој седници ради званичног отварања сертификата и пребројавања гласова, која је почела 6. јануара 2021. године, прекинута је нападом на Капитол Сједињених Држава 6. јануара, и завршио следећег дана.

## Демократска странка
| Демократска номинација 2020                           |                                        |
| Џо Бајден                                             | Камала Харис                           |
| за председника                                        | за потпредседника                      |
|                                                       |                                        |
| Потпредседник Сједињених Америчких Држава (2009–2017) | Сенатор САД из Калифорније (2017–2021) |
| Кампања                                               |                                        |
|                                                       |                                        |

Главни кандидати у демократским председничким прволигашима 2020. године су: (а) обављали функцију потпредседника, члана кабинета, америчког сенатора, америчког представника или гувернера, (б) укључени у најмање пет независних националних анкета или (ц) добили значајну медијску покривеност.
Скоро 300 кандидата који нису испунили критеријуме који се сматрају „главним“ такође је поднело захтев Савезној изборној комисији да се кандидује за председника у примарној партији Демократске странке. Oд тога је око две десетине успешно настојало да њихова имена ставе на државне гласачке листиће.

### Одустали кандидати
- Сенатор
Берни Сандерс
из Вермонта
- Бивши представник
Тулси Габард
из Хаваја
- Сенаторка
Елизабет Ворен 
из Масачусетса
- Бивши градоначелник
Мајкл Блумберг 
из Њујорка
- Сенаторка
Ејми Клобучар
из Минесоте
- Бивши градоначелник
Пит Бутиџиџ
из Индијане
- Менаџер Хеџ фондова
Том Штејер
из Њујорка
- Бивши гувернер
Девал Патрик
Масачусетса
- Сенатор
Мајкл Бенет 
из Колорада
- Политички коментатор
Ендру Јанг
из Њујорка
- Бивши представник
Џон Делајни 
из Мериленда
- Бивши сенатор
Кори Букер 
из Њу Џерзија
- Аутор
Маријане Вилијамсон 
из Тексаса
- Бивши градоначелник
Хулијан Кастро 
из Сан Антонија
- Сенаторка
Камала Харис 
из Калифорније
- Бивши гувернер
Стив Булок 
из Монтане
- Бивши представник
Џо Шештак
из Пенсилваније
- Градоначелник
Вејн Месам 
из Флориде
- Бивши члан представништва
Бето О’Рорк 
из Тексаса
- Представник
Тим Рајан 
из Охаја
- Бивши градоначелник
Бил де Блазио 
из Њујорка
- Сенатор
Кирстен Џилибранд 
из Њујорка
- Представник
Сет Мултон 
из Масачусетса
- Гувернер
Џеј Инсли 
Вашингтона
- Бивши гувернер
Џон Хикенлупер 
 Колорада
- Бивши сенатор
Мајк Грејвел 
из Аљаске
- Представник
Ерик Свалвел 
из Калифорније
- Бивши сенатор
Ричард Охеда 
из Западне Вирџиније

- Берни Сандерс, бивши сенатор САД из Вермонта. Суспендовао кампању 8. априла 2020. године.
- Тулси Габард, бивши представник САД из Хаваја. Суспендовала кампању 19. марта 2020. године.
- Елизабет Ворен, сенатор САД из Масачусетса. Суспендовала кампању 5. марта 2020. године.
- Мајкл Блумберг, бивши градоначелник Њујорка. Суспендовао кампању 4. марта 2020. године.
- Ејми Кловучар, сенатор САД из Минесоте. Суспендовао кампању 2. марта 2020. године.
- Пит Бутиџиџ, бивши градоначелник Саут Бенда. Суспендовао кампању 1. марта 2020. године.
- Том Штајер, Менаџер хедге фондова. Суспендовао кампању 29. фебруара 2020. године.
- Девал Патрик, бивши гувернер Масачусетса. Суспендовао кампању 12. фебруара 2020. године.
- Мајкл Бенет, сенатор САД из Колорада. Суспендовао кампању 11. фебруара 2020. године.
- Ендру Јанг, Предузетник. Суспендовао кампању 11. фебруара 2020. године.
- Џон Делајни, бивши представник из Мериленда. Суспендовао кампању 31. јануара 2020. године.
- Кори Букер, сенатор САД из Њу Џерсија. Суспендовао кампању 13. јануара 2020. године.
- Маријанe Вилијамсон, Аутор. Суспендовала кампању 10. јануара 2020. године.
- Хулијан Кастро, бивши Секретар за стамбени и урбанистички развој. Суспендовао кампању 2. јануара 2019. године.
- Камала Харис, сенатор из Калифорније. Суспендовао кампању 3. децембра 2019. године.
- Стив Булок, гувернер Монтане. Суспендовао кампању 2. децембра 2019. године.
- Џо Шештак, бивши представник из Пенсилваније. Суспендовао кампању 1. децембра 2019. године.
- Вејн Месам, градоначелникМирамара. Суспендовао кампању 19. новембра 2019. године.
- Бето О’Рорк, бивши представник из Тексаса. Суспендовао кампању 14. новембра 2019. године.
- Тим Рајан, представник из Охаја. Суспендовао кампању 24. октобра 2019. године.
- Бил де Блазио, градоначелникЊујорка. Суспендовао кампању 20. септембра 2019. године.
- Кирстен Џилибранд, сенатор САД из Њујорка. Суспендовала кампању 28. августа 2019. године.
- Сет Мултон, представник из Масачусетса. Суспендовао кампању 23. августа 2019. године.
- Џеј Инсли, гувернер Вашингтона. Суспендовао кампању 21. августа 2019. године.
- Џон Хикенлупер, бивши гувернер Колорада. Суспендовао кампању 14. априла 2019. године.
- Мајк Грејвел, бивши сенатор САД из Аљаске. Суспендовао кампању 6. августа 2019. године.
- Ерик Свалвел, представник из Калифорније. Суспендовао кампању 8. јула 2019. године.
- Ричард Охеда, бивши сенатор САД из Западне Вирџиније. Суспендовао кампању 25. фебруара 2019. године.

## Републиканска странка
У изборним циклусима са садашњим председницима који се кандидују за поновне изборе, трка за њихову страначку номинацију обично је проформисана, са токенском опозицијом уместо било каквих озбиљних изазивача, и тако да се њихова партијска правила утврђују у њихову корист. Избори 2020. нису изузетак: с Доналдом Трумпом који је формално тражио други мандат, службени републички апарат, и државни и државни, координирао је са својом кампањом имплементацију промјена које ће отежати било којем примарном противнику да се постави озбиљан изазов. 25. јануара 2019. Републикански национални одбор незванично је подржао Трумпа.
Неколико републичких државних одбора укинуло је своје прворазредне предмете или посланичке клубове. Они су цитирали чињеницу да су републиканци отказали неколико државних првенац када су Џорџ Х. В. Буш и Џорџ В. Буш тражили други мандат, 1992. и 2004. године; а Демократе су укинули неке од својих почетних примера када су Бил Клинтон и Барак Обама тражили поновни избор 1996. и 2012. године. Након отказивања својих трка, неке од држава попут Хаваја и Њујорка одмах су везале своје делегате за Трампа, док су друге такве државе попут Канзаса и Неваде касније формално одржале конвенцију или састанак како би му службено додијелиле своје делегате.
Поред тога, Трампова кампања позвала је републичке државне одборе који су користили пропорционалне методе за доделу делегата током 2016. (где су делегати државе у основи пропорционално подељени међу кандидатима на основу процента гласова) да пређу на "победника-све-узима"; победнички кандидат у држави добија све своје делегате) или "победник узима највише" (где победнички кандидат осваја само све делегате државе ако пређе унапред одређени износ, у супротном се деле пропорционално) за 2020. годину.

### Кандидати
| Републиканска номинација 2020                      |                                                       |
| Доналд Трамп                                       | Мајк Пенс                                             |
| за председника                                     | за потпредседника                                     |
|                                                    |                                                       |
| Председник Сједињених Америчких Држава (2017–2021) | Потпредседник Сједињених Америчких Држава (2017–2021) |
| Кампања                                            |                                                       |
|                                                    |                                                       |

### Остали кандидати
Следећи главни кандидати су  
(а) обнашали јавну функцију, 
или
(б) били укључени у најмање пет независних националних анкета, или (ц) су добили значајну медијску покривеност.
- Бизнисмен
 Роки Де Ла Фуенте 
 из Калифорније
- Бивши гувернер
 Бил Велд 
 Масачусетса
- Представник
 Џо Волш 
 из Илиноиса
- Бивши гувернер
 Марк Санфорд
Јужне Каролине

- Бил Велд, бивши гувернер Масачусетса. Основао кампању 15. априла 2019. године.
- Роки Де Ла Фуенте, инвеститор за некретнине. Основао кампању 16. маја 2019. године.
- Џо Велш, бивши представник из Илиноиса. Суспендовао кампању 7. фебруара 2020. године.
- Марк Санфорд, бивши представник из Јужне Каролине. Суспендовао кампању 12. новембра 2019. године.

## Резултати
| Кандидат         | Странка                 | Гласови     | Гласови  | Изборници |
| Кандидат         | Странка                 | Број        | Проценат | Изборници |
| ---------------- | ----------------------- | ----------- | -------- | --------- |
| Џо Бајден        | Демократска странка     | 81.283.501  | 51,31%   | 306       |
| Доналд Трамп     | Републиканска странка   | 74.223.975  | 46,85%   | 232       |
| Џо Џоргенсен     | Либертаријанска странка | 1.865.535   | 1,18%    | 0         |
| Хови Хавкинс     | Зелена странка          | 407.068     | 0,26%    | 0         |
| Остали кандидати | Остали кандидати        | 649.552     | 0,41%    | —         |
| укупно           | укупно                  | 158.429.631 | 100%     | 538       |